# Eurythmics
Eurythmics és un grup musical britànic format el 1981 pels músics Annie Lennox (vocalista) i Dave Stewart (compositor).
El seu èxit ha estat aclaparador a tot el món amb 75 milions de discos venuts, un gran nombre de premis i guardons, a més d'una brillant discografia amb diverses gires reeixides arreu del món.
Eurythmics va oferir un concert a la ciutat de Barcelona el 30 de setembre de 1989 al Palau d'Esports de Montjuïc, durant el World Revival Tour. Ha estat l'única vegada que el duet ha actuat als Països Catalans.
Entre els grans èxits d'Eurythmics cal destacar Sweet Dreams, There Must Be An Angel, Here Comes The Rain Again, Would I Lie To You?, When Tomorrow Comes o You Have Placed A Chill In My Heart.

## Història

### Formació
Els membres del duet havien treballat junts el 1976 a la banda de punk rock The Catch. Després del llançament d'un single homònim el 1977, la banda es va convertir en The Tourists. Durant aquest temps, eren també parella sentimental. The Tourists havien assolit un modest èxit comercial, però l'experiència va ser una mica insatisfactòria; van aparèixer tensions personals i musicals entre ells. El seu principal compositor va ser Peet Coombes, i van existir disputes legals amb el mànager, els editors i les discogràfiques. Lennox i Stewart van trobar que la línia que seguien no era un bon vehicle per a explorar llurs inclinacions creatives i decidiren que el seu pròxim projecte hauria de ser molt més flexible i lliure de compromís artístic. Ells estaven interessats en la creació de 'pop', però volien llibertat per a experimentar amb l'electrònica i les avantguardes. Tot autoanomenant-se "Eurythmics" – inspirats en una tècnica de dansa, l'eurítmia, que Lennox havia descobert amb molt d'entusiasme -, van decidir mantenir-se a si mateixos com els únics membres permanents i compositors, i implicar a altres col·laboradors "sobre la base de la compatibilitat i disponibilitat". El duo va signar amb RCA Records. En aquest moment, Lennox i Stewart també van decidir suspendre la seva relació amorosa.
Durant el període en què Lennox i Stewart eren Eurythmics foren gestionats per James Wyllie, que quan la banda se separà, es van quedar amb Stewart, mentre Lennox faria la seva.
Llur primer àlbum va veure la llum a Colònia amb el llegendari Conny Plank (que havia produït les darreres sessions de els Turistes). Això es va traduir en l'àlbum In The Garden, publicat l'octubre de 1981, que inclou les contribucions de Holger Czukay i Jaki Liebezeit del grup Can, el bateria Clem Burke de Blondie, Robert Görl de Deutsch Amerikanischen Freundschaft, i el flautista Tim Wheater. Un parell de cançons van ser co-escrites pel guitarrista Roger Pomphrey (actualment director de TV). L'àlbum barreja influències de psicodèlia, krautrock i electropop. Va ser rebut pel públic amb indiferància i males vendes. Dos singles de l'àlbum també van tenir mal resultat, encara que Never Gonna Cry Again va entrar a la llista d'èxits del Regne Unit. Llavors Lennox i Stewart activaren el seu nou mode de funcionament tot fent una gira com a duo, acompanyats de pistes d'àudio i d'electrònica, i movent-se per tot el país dins d'un remolc de cavalls.
Durant 1982, el duet es va retirar a la granja Chalk Farm de Londres, i usaren un préstec bancari per a crear un petit estudi sobre una fàbrica, la qual cosa va donant-los llibertat per a gravar sense haver de pagar costosos honoraris d'estudi. Van començar a emprar molta més electrònica en la seva música, tot col·laborant amb Raynard Faulkner i Adam Williams. Van seguir enregistrant moltes pistes i tocant en directe. Tanmateix, els tres singles RCA publicats per ells aquell mateix any (This is the House, The Walk, i Love Is a Stranger) tots ells van començar amb mal peu al Regne Unit. La situació començà a esdevenir crítica; malgrat que la seva manera de funcionar els havia donat la llibertat creativa que desitjaven, l'èxit comercial era encara esquiu, i la càrrega de llurs assumptes personals i del manteniment del material va ser esgotadora. Lennox sembla que va patir almenys un atac de nervis durant aquest període, mentre que Stewart va ser hospitalitzat amb un pulmó col·lapsat.

### Fama mundial

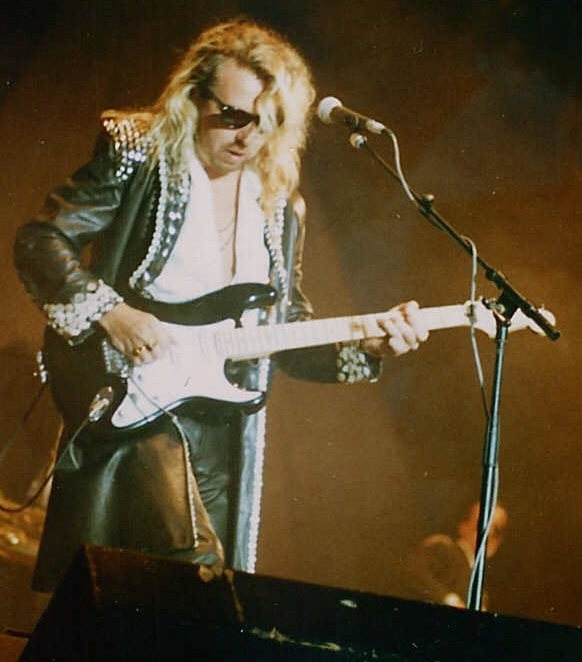
Dave Stewart al Rock am Ring 1987

L'esclat comercial d'Eurythmics va arribar amb Sweet Dreams (Are Made of This) (1983), reeixit single que presentava una fosca i potent línia de baix sintetitzat seqüenciat, i un espectacular vídeo que mostrava la imatge moderna de Lennox – amb cabell taronja- al públic. La fortuna de la banda va canviar enormement a partir d'aquest moment. L'àlbum es va convertir en un gran èxit britànic gràcies a aquest títol, que més tard va encapçalar també les llistes d'èxits americanes. Lennox va aparèixer a la portada de la revista Rolling Stone. El seu anterior single Love Is A Stranger va ser reeditat i es va convertir en un èxit per propi dret. El vídeo mostrava Lennox amb molts "looks" diferents, que més tard li van servir per als següents vídeos. L'àlbum va ser primerament anomenat Invisible hands (com una de les cançons que no s'hi va incloure finalment), inspirat en el nom de l'empresa independent del Regne Unit Invisible Hands Music - coneguda per publicar música de Hugh Cornwell, Mick Karn i Hazel O'Connor.
Touch, el disc següent a Sweet Dreams (Are Made Of This), va ser publicat a finals de 1983 i es va convertir en el primer àlbum núm. 1 del duet. També va donar lloc a tres grans èxits en forma de singles: Who's That Girl? va ser un Top 3 al Regne Unit, mostrant el vídeo a Lennox com una "chanteuse" rossa molt elegant, i amb "cameos" de Hazel O'Connor, Bananarama (inclosa la futura esposa de Stewart, Siobhan Fahey), Kate Garner de Haysi Fantayzee, Thereza Bazar de Dollar, Jay Aston i Cheryl Baker de Bucks Fizz, Kiki Dee, Jacquie O'Sullivan i Marilyn, entre d'altres. L'optimista i amb gust de calipso Right by Your Side va arribar al Top 10 del Regne Unit al mateix temps que mostrava una altra cara dels Eurythmics, i Here Comes the Rain Again (vuitè lloc al Regne Unit, el quart als EUA), va ser una balada amb orquestra i sintetitzadors (amb orquestracions de Michael Kamen). Touch consolidà la reputació del duo com un dels principals talents i músics d'avantguarda.
El 1984 aparegué el disc publicat per RCA Touch Dance, un mini-àlbum de remixos de quatre de les pistes de Touch. Els remixos eren dels destacats productors de Nova York François Kevorkian i John "Jellybean" Benítez.
També va ser publicat el 1984 l'àlbum d'Eurythmics 1984 (For the Love of Big Brother). Virgin Films havia contractat el grup per a proporcionar una banda sonora a la moderna adaptació cinematogràfica del film Nineteen Eighty-Four de George Orwell, obra de Michael Radford. Radford va dir més tard que la música havia estat "imposada" a la seva pel·lícula en contra dels seus desitjos, i que Virgin havia substituït la major part de la partitura original d'orquestra de Dominic Muldowney per la banda sonora d'Eurythmics (inclosa la cançó "Julia ", que se sentia durant els crèdits finals). No obstant això, el disc va ser presentat com "la música derivada de la partitura original de Eurythmics per a la versió cinematogràfica de Michael Radford del 1984 d'Orwell". Eurythmics van argumentar que també havien estat enganyats pels productors de la pel·lícula, i el disc va ser retirat del mercat per un temps, mentre que van endegar-se accions judicials. El primer single de l'àlbum, Sexcrime (Nineteen Eighty-Four), va ser un Top 5 al Regne Unit, Austràlia i tot Europa, i un gran èxit també als Estats Units, però el seu suposadament suggeridor títol (en realitat pres d'un neologisme utilitzat en el llibre d'Orwell) va fer que moltes emissores de ràdio pop dels EUA es neguessin a emetre el tema.

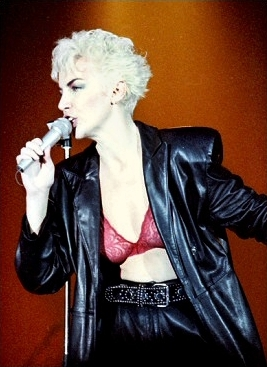
Annie Lennox, vocalista d'Eurythmics, en una actuació al Drammenshallen, Noruega, el 6 d'octubre del 1986

## Discografia
Els seus àlbums fins a la data han estat els següents:
- 1981 - In The Garden
- 1983 - Sweet Dreams (Are Made Of This)
- 1983 - Touch
- 1984 - Touch Dance
- 1984 - 1984 (For the Love of Big Brother) -banda sonora del film 1984-
- 1985 - Be Yourself Tonight
- 1986 - Revenge
- 1987 - Savage
- 1989 - We Too Are One
- 1991 - Greatest Hits
- 1993 - Live 1983-1989
- 1999 - Peace
- 2005 - Ultimate Collection
- 2005 - Boxed

## Guardons
Nominacions
- 1984: Grammy al millor nou artista